# Климент VIII (папа)
Климе́нт VIII (лат. Clemens PP. VIII; 24 лютого 1536 — 3 березня, 1605) — 231-ий Папа Римський (1592-1605).

## Біографія
Іпполіто Альдобрандіні народився 24 лютого 1536 р. у Фано, біля Флоренції. Отримав юридичну освіту та став аудитором Святого Престолу. У 1585 році був призначений кардиналом і виконував функції папського легата в Польщі, де підтримував кандидатуру Максиміліяна Габсбурга після смерті Стефана Баторія. Після смерті папи Інокентія IX 1591 року відбувся конклав. Обрання нового Папи далося важко: італійські кардинали, що виявилися в меншості, перешкоджали обранню фаворита короля Іспанії Філіпа II. У підсумку вони домоглися свого і 30 січня 1592 року Іпполіто Альдобрандіні був обраний папою і взяв ім'я Климент VIII. Новий папа показав себе мудрим державним діячем, основною метою якого стало звільнення папства від іспанської залежності. Політично зв'язки з Іспанією дещо слабшали і з іншої сторони апостольська столиця знову зближувалася з Францією. Кроки, зроблені папою, дозволили розширити територію Папської держави.

## Понтифікат
Понтифікат Климента VIII належить до найважливіших періодів реформ католицької церкви, що слідували за Тридентським собором. Було видано Римський понтифікал (1595/96), Cæremoniale Episcoporum (1600), нове видання Breviarium Romanum (1602) та Missale Romanum (1604). У 1596 році Климент VIII також оновлює Індекс заборонених книг (лат. Index Librorum Prohibitorum) — перелік заборонених церквою книжок. Однією із найвизначніших вершин його понтифікату було прийняття Римом у 1596 році Берестейської унії, з'єднання Київського православ'я та Русі з католицькою церквою. 18 січня 1597 року скерував спеціальний лист львівському латинському архиєпископу Яну Димітру Соліковському, в якому доручав йому опіку над новопосталою Руською унійною церквою. В доктринальній області папа намагався вирішити суперечку de auxiliis між теологами-єзуїтами і домініканцями, що дискутували про межі впливу милості божої на волю людини грішної і врятованого. Після тривалих дебатів і вияввлення різних точок зору папа не оголосив остаточного рішення, можливо через раптову смерть. Питання залишилося відкритим. У 1600 р. Климент VIII відкрив Ювілейний рік, на який прибуло майже 3 мільйони паломників. Він запросив 12 бідних паломників до свого столу, та їм прислуговував. Він відвідав паломників у римські церкві Трініта деї пелегріні, щоби дати їм пожертву та омити ноги. 20 січня 1600 року папа Климент VIII схвалив рішення Конгрегації доктрини віри і постановив передати брата Джордано Бруно у руки світської влади.

## Останні роки

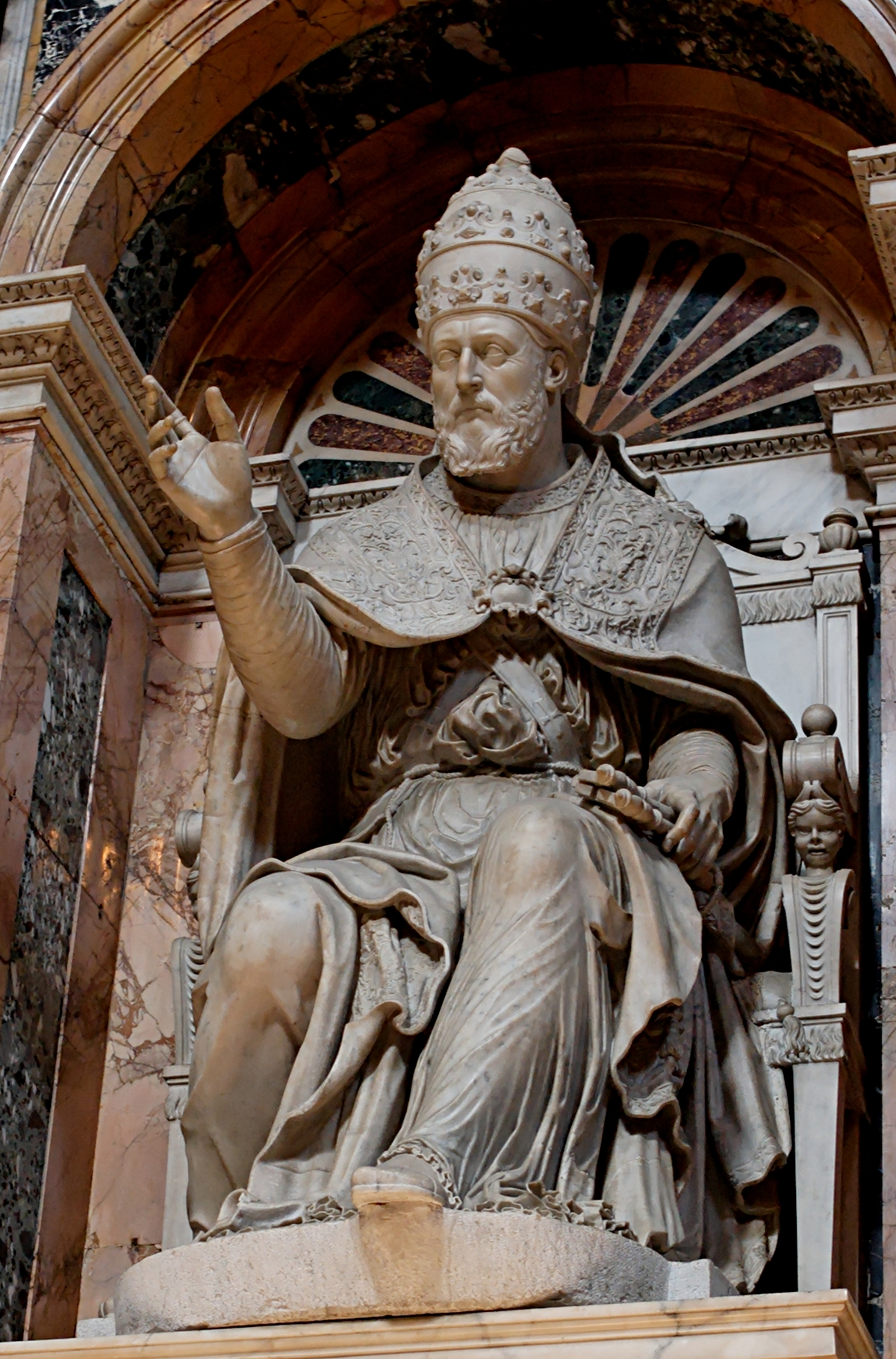
Надгробок папи Климента VIII у Базиліці Санта Марія Маджоре.

Климент VIII страждав від подагри, був змушений провести велику частину свого подальшого життя нерухомо в ліжку. Помер у березні 1605 року. Климент VIII спочатку був похований у Соборі святого Петра, а пізніше папа Павло V (1605–21) переніс його рештки в 1646 році у мавзолей, побудований для нього у Боргезе у церкві Санта Марія Маджоре.